# Зірненська сільська рада
Зі́рненська сільська́ ра́да — колишній орган місцевого самоврядування в Березнівському районі Рівненської області. Адміністративний центр — село Зірне.

## Загальні відомості
- Зірненська сільська рада утворена в 1939 році.
- Територія ради: 27,093 км²
- Населення ради: 2 537 осіб (станом на 2001 рік)

## Населені пункти
Сільській раді були підпорядковані населені пункти:
- с. Зірне

## Склад ради
Рада складалася з 20 депутатів та голови.
- Голова ради: Старінський Віталій Сергійович
- Секретар ради: Миронець Галина Василівна

### Керівний склад попередніх скликань
| ПІБ                            | Основні відомості                                                 | Дата обрання | Дата звільнення |
| ------------------------------ | ----------------------------------------------------------------- | ------------ | --------------- |
| Іванчук Микола Маркович        | Сільський голова, 1953 року народження, безпартійний              | 26.03.2006   | 31.10.2010      |
| Старінський Віталій Сергійович | Сільський голова, 1979 року народження, освіта вища, безпартійний | 31.10.2010   |                 |

Примітка: таблиця складена за даними сайту Верховної Ради України